# Leucothrix incana
Leucothrix incana är en tvåvingeart som beskrevs av Munro 1963. Leucothrix incana ingår i släktet Leucothrix och familjen borrflugor. Inga underarter finns listade i Catalogue of Life.